# Ruth Guimarães
Ruth Guimarães Botelho (Cachoeira Paulista, estado de São Paulo, Brasil, 13 de junio de 1920- Cachoeira Paulista, Brasil, 21 de mayo de 2014) fue una periodista, poeta, cronista, novelista, cuentista y traductora brasileña. Fue en 1946 la primera escritora brasileña negra que consiguió proyección a nivel nacional desde el lanzamiento de su primer libro, la novela Água funda.

## Trayectoria
Con diez años publica sus primeros poemas en periódicos de su ciudad natal y a los 18 se instala en São Paulo, donde se formó en  Filosofía por la Universidad de São Paulo (USP). Trabajo como periodista y colaboró asiduamente en la prensa paulista y de Río de Janeiro, manteniendo asimismo una sección permanente durante varios años en la bimensual Revista do Globo, de Porto Alegre. Escribió, así, crónicas para diarios como Folha de São Paulo y O Estado de São Paulo. Tiene asimismo una columna semanal en el diario Valeparaibano de São José dos Campos, también en el estado de São Paulo. Fue electa en junio de 2008 en la Academia Paulista de Letras, ocupando el sillón 22.
Erudita clásica, tradujo obras del francés, italiano y español, y estudió griego y latín, aunque sus obras reflejaban fábulas, folclore, medicinas herbales y leyendas de Afrobrasil. Fundó varias sociedades de preservación cultural, dirigió el Ministerio de Cultura de la Municipalidad de Cruzeiro, São Paulo, y fue miembro de la Academia Paulista de Letras.
Desde muy joven disfrutó de la lectura y comenzó a escribir sus primeras piezas a la edad de diez años y a enviarlas al periódico O Cachoeirense. Su padre tenía una biblioteca de obras clásicas y su madre leía literatura romántica, lo que la influyó. Cuando sus padres murieron, ella era bastante joven y se fue a vivir con sus abuelos maternos, asistiendo a la escuela en Guará. Más tarde asistió a la escuela secundaria en Lorena y luego, en 1935, asistió a la Escola Normal Padre Anchieta en São Paulo para obtener sus credenciales de maestra. En 1938, ingresó en la Universidad de São Paulo, donde estudió literatura clásica y filosofía. También estudió antropología y folclore con Mário de Andrade, profundizando en las costumbres y leyendas de sus raíces africanas. Guimarães continuó escribiendo durante sus estudios, publicando en el Correio Paulistano y luego se convirtió en correctora y traductora para varias editoriales, entre ellas Cultrix y O Diaulas . Entre las obras que tradujo se encuentran Dostoyevsky del francés, Balzac, Prosper Mérimée y Oscar Wilde, incluyendo muchas obras del italiano y el español. Se consideraba una caipira con gran interés por los idiomas, habiendo estudiado griego y latín. Aunque había oportunidades laborales más lucrativas en São Paulo, Guimarães prefirió regresar al Valle de Paraíba al finalizar sus estudios. Al regresar a casa, Guimarães trabajó en varios empleos para ayudar a mantener a su familia, primero a sus hermanos y luego a su esposo, José Botelho Netto, y a sus nueve hijos. Su primera contribución a un periódico importante fue un poema titulado «Caboclo », publicado a los 19 años en São Paulo. Posteriormente, escribió una columna permanente en los periódicos Folha de S. Paulo y O Estado de S. Paulo, además de escribir durante varios años para la Revista Manchete y la revista bimensual Revista do Globo, de Porto Alegre. Trabajó como jefa del Departamento de Cultura de la Municipalidad de Cruzeiro, São Paulo, hasta su jubilación. Entre 2010 y 2013 también escribió una columna semanal en el periódico ValeParaibano de São José dos Campos.
En 1946, Guimarães publicó su primer libro, titulado Água funda (Aguas profundas), que obtuvo una amplia aclamación de la crítica y la impulsó a la atención nacional. Fue la primera afrobrasileña en conseguir una audiencia a nivel nacional, aunque escribió el libro en el dialecto local del Valle de Paraíba sobre temas de la vida cotidiana incluyendo enfermedades, desgracias y misterios. Estos se convertirían en firmas y temas recurrentes en sus obras, tejiendo las fábulas, el folclore, las medicinas herbales y las leyendas de Afrobrasil en sus obras. Además de escribir sus propias novelas, cuentos y poemas, retomó la traducción en la década de 1950, publicando obras del poeta italiano Sergio Corazzini en Revista do Globo y más tarde en la década de 1960 hizo traducciones para Editora Cultrix.
Sus más de 50 libros incluyen diccionarios y enciclopedias obras literarias y cuentos infantiles. Orgullosa de sus raíces, alentó a otros a estudiar su herencia, enseñando y fundando muchas organizaciones, como la Academia Cachoeirense de Letras, el Museo de Folklore Valdomiro Silveira y un programa juvenil, Guarda Mirim. Después de haber declinado previamente asumir otra responsabilidad, en 2008, Guimarães aceptó ser elegida para la Academia de Letras de São Paulo y trabajó con ellos en un proyecto para recuperar historias brasileñas. 
Ruth Guimarães Botelho murió el 21 de mayo de 2014 en Cachoeira Paulista, Brasil y fue enterrada en la parcela familiar en Cruzeiro.